# Юлиан Опильский
Юлиан Опильский (настоящее имя и фамилия — Юрий Львович Рудницкий) (укр.  Юліан Опільський; 8 декабря 1884, Тернополь, Австро-Венгрия — 9 февраля 1937, Львов, Польша) — украинский писатель и педагог.

## Биография
Родился в семье учителя гимназии. Младший брат Степана Рудницкого, украинского географа, картографа, публициста, академика Академии Наук Украинской ССР.
Окончил Львовскую академическую гимназию, поступил во Львовский университет, давал частные уроки. Два года изучал немецкую и классическую филологию, позже перевёлся на учёбу в университет Граца в Австрии.
После, долгое время преподавал немецкий и классические языки в гимназиях Львова. Редактировал журнал «Українська школа» («Украинская школа»).
Умер Юлиан Опильский во Львове и похоронен на Лычаковском кладбище.

## Творчество
Юлиан Опильский вошёл в историю украинской культуры не только как прогрессивный педагог, автор школьных учебников, но и как талантливый прозаик, в своём творчестве обращавшийся к исторической тематике.
Первым его историческим произведением была повесть «Иду на вас» («Іду на вас. Історичне оповідання з часів Святослава (960—972)», 1918 г. Это беллетризованная хроника княжения Святослава Игоревича последних лет его жизни (поход в Болгарию, 969—971 гг., гибель в бою с печенегами на обратном пути, 972 г.). Продолжением предыдущего произведения стала повесть «Идолы падут» («Ідоли падуть», 1927), воссоздающая сложную борьбу за введение на Руси христианства. Завершает художественную хронику домонгольских времён повесть «Оборотень» («Вовкулака», 1922), действие которой происходит в последние годы княжения Владимира Святославича; здесь показан процесс постепенного слияния в единое целое древних языческих представлений и новых христианских обрядов.
Действие романа «Сумерки» («Сумерк», 1922) относится ко временам династической войны в Великом княжестве Литовском, развернувшейся после смерти Витовта. Центральное событие романа - героическая оборона Луцкого замка  от польского шляхетского войска, усиленного отрядами рыцарей-наёмников. Название романа отражает печальную историческую перспективу: Луцкий замок устоял, герои романа торжествуют, но эта частная победа не переломит хода истории. Лучшее время Великого княжества Литовского миновало безвозвратно, натиск католической Польши на украинские земли будет всё более и более усиливаться. 
В 1970 г. роман «Сумерки» был переведён на русский язык и издан в Москве. В предисловии назван лучшим произведением Опильского, «наиболее примечательным в художественном отношении и полнее всего выражающим исторические взгляды писателя»
Роман  «Золотой Лев» («Золотий Лев», 1926) переносит читателя во времена князя Даниила Галицкого, получившего в 1253 г. королевскую корону. Главная идея повести — единство и защита родной земли. 
Татаро-турецкие набеги на украинские земли в начале XVII в. и жадная политика польской шляхты на Руси — тема романов трилогии «Упыри» («Упирі»): «В царстві "золотої свободи"», 1920; «Чёрным шляхом» («Чорним шляхом», издан в 1994); «Ивашко» (издан в 1994). 
Кроме того, перу писателя принадлежат повести «Танцовщица из Пибаста» («Танечниця з Пібасту», о древнеегипетском быте, 1921), «Гармионе» («Гарміоне», о жизни Причерноморья в конце V века до н. э., 1921); «Поцелуй Иштары» («Поцілунок Іштари», о жизни в Древнем Вавилоне, 1923); «Школяр из Мемфиса» («Школяр з Мемфісу», о жизни в древнем Египте, 1927); «Тень гиганта» («Тінь велетня», о событиях 1812 года, 1927), «Кресты и идолы» («Хрести й ідоли»), «Дух степи» («Дух степу»), «Посев Перуна» («Посів Перуна») и другие.

## Произведения (в хронологическом порядке)
- Іду на вас. Історичне оповідання з часів Святослава (960—972). 1918.
- В царстві «золотої свободи». 1920.
- Танечниця з Пібасту. 1921.
- Гарміоне. 1921.
- Сумерк. 1922.
- Вовкулака. 1922.
- Поцілунок Іштари. 1923.
- Золотий Лев. 1926.
- Школяр з Мемфісу. 1927.
- Ідоли падуть. 1927.
- Тінь велетня. 1927.

## Память
Именем писателя названы улицы во Львове, Тернополе, Ивано-Франковске, Дрогобыче и др.